# Eleccions parlamentàries poloneses de 2001
Les eleccions parlamentàries poloneses de 2001 es van celebrar a Polònia el 23 de setembre de 2001 per a renovar l'Assemblea Nacional de Polònia, formada pel Seim de 460 diputats i el Senat de 100 membres. El partit més votat fou Aliança de l'Esquerra Democràtica. Leszek Miller fou nomenat primer ministre de Polònia fins que va dimitir el 2004 i fou substituït per Marek Belka.
Al Senat, la dreta es formà en el Bloc Senat 2001, que va obtenir 15 senadors: 7 per Aliança Democràtica de la Dreta, 5 per Unió de la Llibertat, 2 per Plataforma Cívica i un per Dret i Justícia.
Resum dels resultats electorals de 23 de setembre de 2001 a l'Assemblea Nacional de Polònia
| Partits | Partits                                                                                              | Vots      | %     | Escons al Sejm | +/-  | Escons al Senat |
| ------- | --- | --------- | ----- | -------------- | ---- | --------------- |
|         | Aliança de l'Esquerra Democràtica-Unió del Treball (Sojusz Lewicy Demokratycznej-Unia Pracy, SLD-UP) | 5.342.519 | 41,04 | 216            | +52  | 75              |
|         | Plataforma Cívica (Platforma Obywatelska, PO)                                                        | 1.651.099 | 12,68 | 65             | +65  | 2               |
|         | Autodefensa de la República de Polònia (Samoobrona RP)                                               | 1,327,624 | 10,2  | 53             | +53  | 2               |
|         | Dret i Justícia (Prawo i Sprawiedliwość, PiS)                                                        | 1.236.787 | 9,50  | 44             | +44  | -               |
|         | Partit Popular Polonès (Polskie Stronnictwo Ludowe, PSL)                                             | 1.168.659 | 8,98  | 42             | +15  | 4               |
|         | Lliga de les Famílies Poloneses (Liga Polskich Rodzin, LPR)                                          | 1.025.148 | 7,87  | 38             | +38  | 7               |
|         | Acció Electoral Solidaritat (Akcja Wyborcza Solidarność, AWS)                                        | 729.207   | 5,60  | 0              | -201 | 7               |
|         | Unió de la Llibertat (Unia Wolności)                                                                 | 404.074   | 3,1   | -              |      | 5               |
|         | Moviment Social Alternatiu (Alternatywa Ruch Społeczny)                                              | 54.266    | 0,42  | -              |      | -               |
|         | Comitè Electoral de la Minoria Alemanya (Komitet Wyborczy Mniejszość Niemiecka)                      | 47.230    | 0,36  | 2              |      |                 |
|         | Independents                                                                                         |           |       |                |      | 2               |
|         | Total (participació 46,29%)                                                                          |           |       | 460            |      | 100             |